# Janitzio (pel·lícula)
Janitzio és una pel·lícula mexicana estrenada en 1935, dirigida per Carlos Navarro i protagonitzada per Emilio Fernández.

## Sinopsi
Zirahuén (Emilio Fernández), un pescador del llac de Pátzcuaro, Michoacán, lluita contra els especuladors que pretenen envair la seva àrea de treball. La situació es complica quan Zirahuén és empresonat per ordres de Manuel (Gilberto González), qui desitja a Eréndira (María Teresa Orozco), la promesa del pescador.

## Repartiment
- Emilio Fernández.... Zirahuén
- María Teresa Orozco…. Eréndira
- Gilberto González.... Manuel Moreno
- Felipe de Flores.... Luis
- Max Langler.... Don Pablo
- Adela Valdés.... Tacha

## Comentaris
Aquesta pel·lícula ocupa el lloc número 86 entre les 100 millors pel·lícules del cinema mexicà.